# Ильгери-Джаманак
Ильгери́-Джамана́к (укр. Ільґері-Джаманак, крымскотат. İlgeri Camanaq, Ильгери Джаманакъ) — исчезнувшее село в Раздольненском районе Республики Крым, располагавшееся на юго-западе района, в степной части Крыма, примерно в полукилометре южнее современного села Нива (судя по доступным историческим документам, изначально могло являться наряду с Сырт-Джаманаком просто частью (маале) единого села Джаманак).

### Динамика численности населения
| - 1806 год — 146 чел. - 1864 год — 22 чел. - 1889 год — 47 чел. | - 1892 год — 0 чел. - 1900 год — 11 чел. |

## История
Первое документальное упоминание села встречается в Камеральном Описании Крыма… 1784 года, судя по которому, в последний период Крымского ханства Иль Гери Тжемадак входил в Шейхелский кадылык Козловского каймаканства. После присоединения Крыма к России (8) 19 апреля 1783 года, (8) 19 февраля 1784 года, именным указом Екатерины II сенату, на территории бывшего Крымского ханства была образована Таврическая область и деревня была приписана к Евпаторийскому уезду. После павловских реформ, с 1796 по 1802 год входила в Акмечетский уезд Новороссийской губернии. По новому административному делению, после создания 8 (20) октября 1802 года Таврической губернии, Эльгеры-Джаманак был включён в состав Хоротокиятской волости Евпаторийского уезда.
По Ведомости о волостях и селениях, в Евпаторийском уезде с показанием числа дворов и душ… от 19 апреля 1806 года в деревне Эльгеры-Джаманак числился 21 двор, проживали 143 крымских татарина и 3 ясыра. На военно-топографической карте генерал-майора Мухина 1817 года деревня Иллеры чеманак обозначена с 6 дворами. После реформы волостного деления 1829 года Эллери Джаманак, согласно «Ведомости о казённых волостях Таврической губернии 1829 года», отнесли к Аксакал-Меркитской волости (переименованной из Хоротокиятской). На карте 1836 года в деревне 29 дворов, как и на карте 1842 года.
В 1860-х годах, после земской реформы Александра II, деревню приписали к Курман-Аджинской волости. Согласно «Памятной книжке Таврической губернии за 1867 год», деревня была покинута — в результате эмиграции крымских татар, особенно массовой после Крымской войны 1853—1856 годов, в Турцию, а затем вновь заселена «…под тем же названием малороссиянами, крестьянами и городскими мещанами». В «Списке населённых мест Таврической губернии по сведениям 1864 года», составленном по результатам VIII ревизии 1864 года, Эльгеры-Джаманак — владельческая русская деревня, с 4 дворами и 22 жителями. На трёхверстовой карте 1865—1876 годов в деревне Ильгеры-Джаманак также показаны 4 двора. В «Памятной книге Таврической губернии 1889 года», включившей результаты Х ревизии 1887 года, в деревне Ильгера-Джаманак числилось 8 дворов и 47 жителей. В «…Памятной книжке Таврической губернии на 1892 год» о деревне Эльгеры-Джаманак, входившей в Дениз-Байчинский участок, никаких сведений, кроме названия, не приведено.
Земская реформа 1890-х годов в Евпаторийском уезде прошла после 1892 года; в результате Эльгеры-Джаманак приписали к Агайской волости. По «…Памятной книжке Таврической губернии на 1900 год» на хуторе Джаманак-Эльгеры числилось 11 жителей в 1 дворе. Видимо, хутор был поглощён расположенной рядом деревней Джаманак-Сырт, поскольку в дальнейшем в доступных исторических документах он не упоминается.